# Vela nos Jogos Olímpicos de Verão de 2012 - 470 masculino
As regatas da classe 470 masculino da vela nos Jogos Olímpicos de Verão de 2012 foram disputadas entre os dias 2 de agosto e 9 de agosto na Academia Nacional de Navegação de Weymouth e Portland, na Ilha de Portland.

## Medalhistas
| Ouro   | AUS Mathew Belcher e Malcolm Page       |
| Prata  | GBR Luke Patience e Stuart Bithell      |
| Bronze | ARG Lucas Calabrese e Juan de la Fuente |

## Resultados
| Pos.              | Velejadores                                          | Regata | Regata | Regata | Regata | Regata | Regata | Regata | Regata | Regata | Regata | Regata | Pontos | Pontos |
| Pos.              | Velejadores                                          | 1      | 2      | 3      | 4      | 5      | 6      | 7      | 8      | 9      | 10     | M      | Tot.   | Net    |
| ----------------- | ---------------------------------------------------- | ------ | ------ | ------ | ------ | ------ | ------ | ------ | ------ | ------ | ------ | ------ | ------ | ------ |
| Medalha de ouro   | AUS Mathew Belcher / Malcolm Page                    | 3      | 9      | 2      | 1      | 1      | 1      | 3      | 5      | 1      | 1      | 4      | 31     | 22     |
| Medalha de prata  | GBR Luke Patience / Stuart Bithell                   | 2      | 1      | 4      | 2      | 3      | 4      | 1      | 6      | 3      | 2      | 8      | 36     | 30     |
| Medalha de bronze | ARG Lucas Calabrese / Juan de la Fuente              | 5      | 24     | 3      | 9      | 17     | 8      | 2      | 2      | 5      | 6      | 6      | 87     | 63     |
| 4                 | ITA Gabrio Zandonà / Pietro Zucchetti                | 6      | 26     | 1      | 8      | 6      | 13     | 8      | 4      | 11     | 3      | 12     | 98     | 72     |
| 5                 | NZL Paul Snow-Hansen / Jason Saunders                | 28 DSQ | 3      | 5      | 4      | 16     | 3      | 7      | 9      | 13     | 12     | 14     | 114    | 86     |
| 6                 | CRO Šime Fantela / Igor Marenić                      | 28 DSQ | 13     | 9      | 10     | 8      | 5      | 15     | 1      | 2      | 22     | 2      | 115    | 87     |
| 7                 | FRA Pierre Leboucher / Vincent Garos                 | 9      | 10     | 11     | 6      | 10     | 2      | 19     | 11     | 4      | 11     | 16     | 109    | 90     |
| 8                 | POR Álvaro Marinho / Miguel Nunes                    | 12     | 2      | 16     | 5      | 11     | 7      | 17     | 3      | 10     | 28 OCS | 10     | 121    | 93     |
| 9                 | AUT Matthias Schmid / Florian Reichstädter           | 1      | 4      | 7      | 19     | 4      | 16     | 24     | 10     | 14     | 14     | 18     | 131    | 107    |
| 10                | SWE Anton Dahlberg / Sebastian Östling               | 4      | 6      | 8      | 14     | 13     | 9      | 14     | 24     | 22     | 13     | 20     | 147    | 123    |
| 11                | ESP Onán Barreiros / Aarón Sarmiento                 | 7      | 8      | 12     | 27     | 24     | 6      | 10     | 13     | 15     | 9      | *      | 131    | 104    |
| 12                | NED Sven Coster / Kalle Coster                       | 8      | 5      | 19     | 7      | 21     | 24     | 9      | 22     | 6      | 8      | *      | 129    | 105    |
| 13                | USA Stuart McNay / Graham Biehl                      | 15     | 22     | 10     | 3      | 23     | 23     | 6      | 18     | 7      | 4      | *      | 131    | 108    |
| 14                | GER Ferdinand Gerz / Patrick Follmann                | 13     | 17     | 13     | 16     | 9      | 10     | 11     | 14     | 9      | 10     | *      | 122    | 105    |
| 15                | SUI Yannick Brauchli / Romuald Hausser               | 11     | 16     | 18     | 22     | 14     | 12     | 12     | 7      | 23     | 7      | *      | 142    | 119    |
| 16                | ISR Gideon Kliger / Eran Sela                        | 17     | 11     | 17     | 11     | 2      | 14     | 5      | 12     | 28 OCS | 23     | *      | 140    | 122    |
| 17                | RUS Mikhail Sheremetev / Maksim Sheremetev           | 21     | 18     | 14     | 13     | 5      | 20     | 4      | 25     | 18     | 17     | *      | 155    | 130    |
| 18                | JPN Ryunosuke Harada / Yugo Yoshida                  | 19     | 12     | 25     | 12     | 7      | 11     | 21     | 17     | 17     | 15     | *      | 156    | 131    |
| 19                | GRE Panagiotis Kampouridis / Efstathios Papadppoulos | 14     | 7      | 20     | 15     | 18     | 28 DSQ | 27     | 19     | 8      | 20     | *      | 176    | 148    |
| 20                | CHN Wang Weidong / Deng Daokun                       | 20     | 15     | 6      | 26     | 27     | 17     | 22     | 26     | 12     | 16     | *      | 187    | 160    |
| 21                | FIN Joonas Lindgren / Niklas Lindgren                | 22     | 19     | 22     | 17     | 12     | 15     | 26     | 21     | 21     | 18     | *      | 193    | 167    |
| 22                | KOR Park Gun-woo / Cho Sung-min                      | 23     | 14     | 15     | 24     | 20     | 25     | 20     | 8      | 24     | 21     | *      | 194    | 169    |
| 23                | IRL Ger Owens / Scott Flanigan                       | 16     | 25     | 24     | 25     | 15     | 22     | 25     | 27     | 16     | 5      | *      | 200    | 173    |
| 24                | TUR Deniz Çinar / Ates Çinar                         | 10     | 23     | 26     | 18     | 22     | 21     | 23     | 16     | 19     | 26     | *      | 204    | 178    |
| 25                | CAN Luke Ramsay / Mike Leigh                         | 24     | 20     | 21     | 21     | 19     | 19     | 16     | 20     | 26     | 19     | *      | 205    | 179    |
| 26                | RSA Jim Asenathi / Roger Hudson                      | 18     | 27     | 27     | 20     | 26     | 26     | 13     | 15     | 25     | 24     | *      | 221    | 194    |
| 27                | CHI Benjamin Grez / Diego González                   | 25     | 21     | 23     | 23     | 25     | 18     | 18     | 23     | 20     | 25     | *      | 221    | 196    |

Legenda
| Recorde mundial      | Recorde mundial (World record)               |                       | Recorde africano                      | Recorde africano (African) |                                           | Q | Classificado por posição (Qualified) |
| Recorde olímpico     | Recorde olímpico (Olympic record)            | Recorde da América    | Recorde da América (Americas)         | q                          | Classificado por melhor tempo (Qualified) |   |                                      |
| Melhor marca do ano  | Melhor marca do ano (World leading)          | Recorde asiático      | Recorde asiático (Asian)              | DNS                        | Não largou (Did not start)                |   |                                      |
| Recorde nacional     | Recorde nacional (National record)           | Recorde europeu       | Recorde europeu (European)            | DNF                        | Não terminou (Did not finish)             |   |                                      |
| Recorde pessoal      | Recorde pessoal do atleta (Personal best)    | Recorde da Oceania    | Recorde da Oceania (Oceania)          | DSQ / DQ                   | Desclassificado (Disqualified)            |   |                                      |
| Recorde da temporada | Recorde da temporada do atleta (Season best) | Recorde sul-americano | Recorde sul-americano (South America) | NM                         | Sem marca (No mark)                       |   |                                      |

### Vela
| M   | Regata da Medalha da qual só participam os dez primeiros colocados das regatas anteriores  |  |  | CAN | Regata cancelada |
| BFD | Desclassificado por bandeira preta (Black Flag Disqualified)                               |  |  |     |                  |
| UFD | Desclassificado por bandeira "U" (U Flag Disqualified)                                     |  |  |     |                  |
| OCS | Largada queimada (On the Course Side of the starting line)                                 |  |  |     |                  |
| DNE | Desclassificação sem eliminação (infração a um item do regulamento da prova – Did Not End) |  |  |     |                  |